# Брамбл, Уильям Генри
Уильям Генри Брамбл (англ. William Henry Bramble, 8 октября 1901, Монтсеррат — 17 октября 1988, там же) — монтсерратский политический, государственный и профсоюзный деятель, главный министр заморской территории Великобритании Монтсеррат (премьер-министр, с января 1960 года по декабрь 1970). Лидер Лейбористской партии Монсеррата. Первый национальный герой Монтсеррата.

## Биография
Сын общественного деятеля. В детстве работал на ферме, учился коммерции. В 1920-х годах присоединился к Церкви адвентистов седьмого дня. В те годы жил, торгуя религиозными книгами.
Позже, в начале 1950-х годов стал участвовать в профсоюзном движении, вступил в зарождающийся Профсоюз Монтсеррата (Montserrat Trades and Labour Union, MTLU). Со временем возглавил MTLU, а также использовал его как трамплин для продвижения на политическую арену. Активно участвовал в выборах 1952 года, когда MTLU сформировала Лейбористскую партию Монсеррата. За всю свою политическую карьеру с 1952 по 1970 год У. Брамбл выиграл пять всеобщих выборов.
После конституционных изменений в 1960 году был назначен первым главным министром (Премьер-министром) Монтсеррата. На этом посту провёл ряд социально-экономических реформ на острове, особенно для улучшения положения бедных, поскольку и его партия, и его профсоюз работали почти как единое целое.
После поражения своей партии на выборах 1970 года от Прогрессивной демократической партии собственного сына Персиваля Остина Брамбла, когда лейбористы потеряли все свои мандаты, Брамбл-старший отошёл от политической жизни.

## Память
- В его честь был назван бывший национальный аэропорт Монтсеррат, пока он не был разрушен извержением вулкана Суфриер-Хилс в 1997 году.
- Награждён Орденом Национального Героя (посмертно).